# Torneo de Limoges 2017
El Open de Limoges 2017 fue un torneo de tenis profesional jugado en canchas duras bajo techo. Se trató de la 11.ª edición del torneo que formó parte de la serie WTA 125s 2017, con un total de 115.000 dólares en premios. Se llevó a cabo en Limoges, Francia, desde el 6 hasta el 12 de noviembre de 2017.

## Cabeza de serie

### Individual femenino
| Tenista               | Ranking | Preclasificada |
| Alizé Cornet          | 37      | 1              |
| Ekaterina Alexandrova | 73      | 2              |
| Pauline Parmentier    | 91      | 3              |
| Jana Fett             | 98      | 4              |
| Monica Niculescu      | 100     | 5              |
| Polona Hercog         | 104     | 6              |
| Kaia Kanepi           | 106     | 7              |
| Jana Čepelová         | 109     | 8              |
| Richèl Hogenkamp      | 110     | 9              |

- Ranking del 30 de octubre de 2017.

### Dobles femenino
| Tenista                              | Ranking | Preclasificada |
| Natela Dzalamidze Xenia Knoll        | 119     | 1              |
| Alexandra Cadanțu Monica Niculescu   | 190     | 2              |
| Michaëlla Krajicek Alla Kudryavtseva | 224     | 3              |
| Valeria Savinykh Maryna Zanevska     | 240     | 4              |

## Campeonas

### Individual Femenino
Monica Niculescu venció a  Antonia Lottner por 6-4, 6-2

### Dobles Femenino
Valeria Savinykh /  Maryna Zanevska vencieron a  Chloé Paquet /  Pauline Parmentier por 6-0, 6-2